# Pachydactylus otaviensis
Pachydactylus otaviensis — вид геконоподібних ящірок родини геконових (Gekkonidae). Ендемік Намібії.

## Поширення і екологія
Pachydactylus otaviensis відомі з типової місцевості, розташованої на південь від міста Цумеб в області Ошикото на півночі Намібії. Вони живуть в саванах, в тріщинах серед долеритових скель нагір'я Отаві, на висоті від 1400 до 1500 м над рівнем моря.